# 江川清音
江川 清音（えがわ さやね、1989年〈平成元年〉12月3日 - ）は、日本の気象キャスター。ウェザーニューズ所属。愛称は「さーやん」。

## 来歴・人物
北海道札幌市出身。立命館慶祥高等学校を経て、立命館大学国際関係学部を卒業。学生時代は競技ダンス部に所属し、全日本学生競技ダンス選手権大会ルンバの部でチャンピオンになる。
ウェザーニューズ「おは天」の10期生として、2008年9月1日から12月31日まで近畿エリア担当のキャスターを務め、2011年12月24日放送の『SOLiVE トワイライト』から出演開始。「SOLiVE24」のキャスターとして、平成生まれで初めて就任する。
おは天の同期にSOLiVEキャスター山岸愛梨、元SOLiVEキャスター堀田奈津水、元東海テレビ現フリーアナウンサー武裕美らが、おは天近畿エリア担当の先輩に木島由利香と山田泰葉がいる。
ダンスの経験から大塚製薬ポカリスエットの企画番組内CMに起用される。そら博（ソラウタ企画）で、石井竜也と協力したユニット「ソラクリームシュ（米米CLUBのシュークリームシュのオマージュ）」でダンスを披露している。
好きなお酒は焼酎と日本酒。特に芋焼酎の薩州赤兎馬が大好き。日本酒については「辛口」が好み。
2019年7月14日、自身のTwitterで結婚したことを報告した。
2019年12月27日、「ウェザーニュースLiVE・コーヒータイム」のエンディングで第一子出産に伴う産休のため、2020年1月以降、「ウェザーニュースLiVE」を休演する事を発表。
2021年3月24日、育休を経て、自身のTwitterで4月よりウェザーニュースLiVEへキャスターとして復帰することを報告。復帰に先行する形で2021年3月27日、ウェザーニュースLiVE・ムーンのエンディングに出演した。
2023年3月17日、「ウェザーニュースLiVE・コーヒータイム」内とTwitterにて第二子を妊娠したことを報告した。同年4月後半まで番組出演を続けた。
2024年7月4日、『ウェザーニュースLiVE・アフタヌーン』でキャスター復帰。キャスターとしての復帰に先立つ形で同年5月よりウェザーニューズの広報担当として職場復帰しており、現在はキャスター業務の他に広報業務としてイベントの司会や外部からの取材対応などもこなしている。

## 現在・過去の出演番組

### 現在
- ウェザーニュースLiVE・コーヒータイム - 2024年7月4日 -
- ウェザーニュースLiVE・アフタヌーン - 2024年7月4日 -
- ウェザーニュースLiVE・サンシャイン - 2024年7月12日 -
- ウェザーニュースLiVE・イブニング - 2024年12月14日 -

### 過去
- weathernews・おは天（10期生・近畿エリア担当。2008年9月1日 - 同年12月31日）
- SOLiVE24 各番組
- SOLiVE モーニング
- SOLiVE サンシャイン
- SOLiVE コーヒータイム
- SOLiVE アフターヌーン
- SOLiVE イブニング
- SOLiVE ムーン
- SOLiVE ナイト